# M7
Птолемеевият куп, англ. Ptolemy Cluster, или още M7 или NGC 6475, е разсеян звезден куп, разположен по посока на съзвездието Скорпион.
Първите наблюдения идват още от Птолемей, живял до около 130 г., който го е сметнал за мъглявина. Открит е като куп през 1654 г., от Джовани Батиста Ходиерна, който е преброил 30 звезди в него. През 1764, Шарл Месие го включва в своя каталог.
Купът се намира лесно на звездното небе, намира се близо до „жилото“ на Скорпиона.
С телескопични наблюдения са отделени около 80 звезди, в поле с диаметър от 1.3°. Разстоянието до купа се оценява на 800-1000 светлинни години, което отговаря на 18-25 св.г. линеен диаметър. Възрастта се оценява на 220 млн. години, а най-ярката звезда е от 5.6 звездна величина.